# 奚
奚（けい、拼音：Xī）は、4世紀から10世紀頃までモンゴル高原東部から中国東北部にあるラオハムレン（老哈河、遼河の源流）流域とシラムレン（遼河の支流）流域に存在していた遊牧民族。初めは庫莫奚（こまくけい、Qu(o)mâġ-ġay、Kùmò xī）と呼ばれていた。『ホショ・ツァイダム碑文』（オルホン碑文）では、（Ttbi：Tatabï、タタビ）と記されている。

## 歴史

5世紀頃の東夷諸国と庫莫奚の位置。

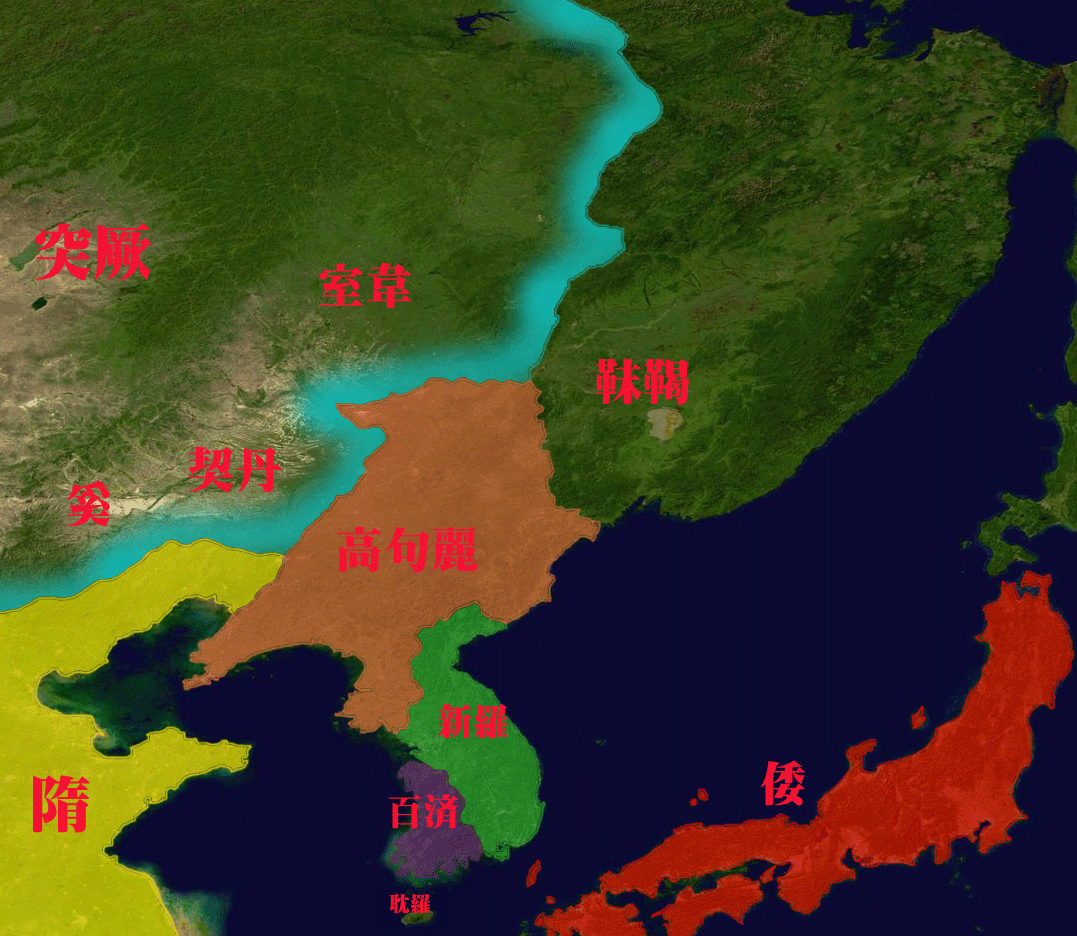
6世紀頃の東夷諸国と奚の位置。

7世紀後半の東夷諸国と唐の羈縻（きび）支配。

8世紀、9世紀の東夷諸国。

### 起源
中国の史書に拠ると、庫莫奚および奚の起源は匈奴系鮮卑の宇文部であるという。
344年2月、前燕の慕容皝が宇文部大人の逸豆帰を攻撃し、逸豆帰は慕容皝に敗れて遠く漠北に逃れ、そのまま高句麗に逃げた。この時、松漠の間に逃れた勢力が庫莫奚となった。

### 北朝の時代
登国3年（388年）、北魏の道武帝（在位：398年 - 409年）の親征を受け、庫莫奚は弱洛水の南で大敗し、4部落と馬・牛・羊・豕などの家畜10余万を失った。
それから10数年間、庫莫奚やその他の東夷諸族は次第に勢力を増していったが、北魏が遼海（渤海）を開き、和龍を置くと、東夷諸族は懼れて各々方物を献上した。
文成帝（在位：452年 - 465年）の初め、庫莫奚は北魏に遣使を送って朝貢した。
太和22年（498年）、庫莫奚が定州に入寇したため、北魏は営州・燕州・幽州の兵数千でこれを撃退した。奚が後に帰順すると、毎回入塞して交易することを求めた。
北周の時代、突厥は木汗可汗（在位：553年 - 572年）のもと、柔然を滅ぼして中央ユーラシアを掌握した。その頃、庫莫奚は5つに分裂し、辱紇主部・莫賀弗部・契箇部・木昆部・室得部の5部となっており、突厥に附いて部族ごとに俟斤（イルキン：Irkin）一人が置かれた。なかでも阿薈氏が最豪帥となり、5部は皆その節度を受ける。こうして突厥の傘に入り、隣国の契丹と何度か戦った。

### 隋唐時代
隋代以降、庫莫奚は単に奚と呼ばれるようになり、突厥に属しながらも隋などの中華王朝にも朝貢をした。
中国で隋に変わって唐が成立すると、奚は武徳年間（618年 - 626年）に朝貢をした。
貞観18年（644年）7月、営州都督の張倹は幽州・営州の兵および契丹と奚の兵を率いて高句麗を征伐した。この時、奚大酋の蘇支は従軍して戦功があった。
貞観22年（648年）、太宗によって北方遊牧騎馬民族がすべて唐の支配下に入れられると（羈縻政策）、奚の酋長である可度者はその所部を率いて唐に内属したので、饒楽都督府が置かれ、可度者は右領軍兼饒楽都督に任ぜられ、楼煩県公に封ぜられ、唐の国姓である李氏を賜った。また唐は、阿薈部を弱水州、処和部を祁黎州、粤失部を洛瓌州、度稽部を太魯州、万俟折部を渇野州とし、各酋領辱紇主をもって刺史とし、饒楽府に隷属させた。さらに営州に東夷都護府を置いて松漠・饒楽の地を統括させるとともに、東夷校尉を置いた。
顕慶（656年 - 661年）初め、可度者は唐より右監門大将軍を授かったが、その後亡くなったため、奚は唐に叛いた。
顕慶5年（660年）、唐は定襄都督の阿史徳枢賓、左武候将軍の延陀梯真、居延州都督の李含珠を冷陘道行軍総管とし、龍朔元年（661年）、尚書右丞の崔余慶に奚を討たせると、奚が懼れて降伏してきたので、奚王の匹帝を斬首した。
武周の万歳通天年間（696年 - 697年）、契丹が叛くと奚も叛いて東突厥（第二可汗国）に属し、両国は常に遞為表裏をなしたため、「両蕃」と号した。
景雲元年（710年）、首領の李大輔は遣使を送って朝貢したので、睿宗はこれに喜び、使者を厚くもてなした。
延和元年（712年）、左羽林将軍・検校幽州大都督の孫倹は12万の兵を率いて奚の部落を襲撃した。しかし、前軍左驍衛将軍の李楷洛らが李大輔と戦って敗れたため、李大輔は孫倹と副将の周以悌を捕えて東突厥可汗の默啜の所へ送り、殺害させた。
開元3年（715年）、李大輔は大臣の粤蘇梅落を唐へ遣わして請降したので、その地に饒楽州が置かれ、唐によって李大輔は饒楽郡王に封ぜられ、左金吾員外大将軍・饒楽州都督を拝命した。
開元5年（717年）、李大輔は契丹首領・松漠郡王の李失活と柳城の旧置営州都督府に依ることを請願し、唐の許可を得た。この年、李大輔が唐に入朝したため、玄宗は詔で従外甥の娘である辛氏を固安公主に封じて李大輔に娶らせた。
開元8年（720年）、李大輔は兵を率いて契丹救援に向かった際に戦死したため、その弟の魯蘇が立った。
開元10年（722年）、魯蘇が唐に入朝したため、玄宗は詔でその兄に饒楽郡王・右金吾員外大将軍兼保塞軍経略大使を襲名させ、レビラト婚により固安公主を妻とさせた。しかし、固安公主は嫡母と和めず離婚したため、玄宗はふたたび成安公主の娘の韋氏を東光公主として妻とさせた。
開元14年（726年）、唐は改めて魯蘇を奉誠王に封じ、右羽林軍員外将軍を授けた。
開元18年（730年）、奚の衆は契丹衙官の可突干に脅され、ふたたび叛いて東突厥に降った。魯蘇はこれを制止することができず、渝関に逃走し、東光公主は平盧軍に逃げ帰った。その秋、幽州長史の趙含章は清夷軍兵を発して奚を撃破し、200級を斬首した。これより奚衆は唐に降る。
開元20年（732年）、信安王李禕が奚を討伐したため、奚酋長の李詩瑣高らは部落5千帳を率いて唐に降った。そこで玄宗は詔で李詩瑣高を帰義王に封じ、兼特進・左羽林軍大将軍同正とし、帰義州都督に充ててその部落を幽州界安置に遷した。
天宝5載（746年）、唐は奚王の娑固を昭信王に封じ、饒楽都督とした。
貞元4年（788年）7月、奚と室韋は振武を寇した。
貞元11年（795年）4月、幽州は奚の6万余衆を撃退した。
元和元年（806年）、奚王・饒楽府都督・襲帰誠王の梅落が唐に来朝したので、憲宗は検校司空を加えてやった。
元和3年（808年）、唐は奚首領の索低を右武威衛将軍同正とし、檀州・薊州游奕兵馬使に充て、国姓の李氏を賜った。
元和8年（813年）、元和11年（816年）にも奚は遣使を送って名馬を献上した。

### 五代十国時代

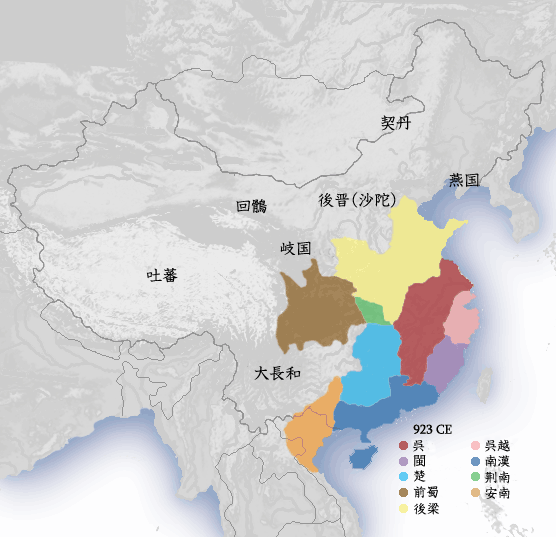
五代十国時代。

唐末、陰涼川に住んでいた奚族は、また阿薈部・啜禾部・粤質部・奴皆部・墨訖支部の5部に分かれた。後に琵琶川に移り住む。
時に契丹の耶律阿保機が強盛となると、室韋・奚・霫はこれに服属した。奚人は常に契丹の守界上となったが、その苛虐に苦しんだ。そこで奚王の去諸は契丹に叛き、別部を率いて西の嬀州へ遷り、北山に依って狩猟生活を始めた。やがてその一族は千帳にもなり、東西に分かれた。また、去諸の一族は農業もできるので、辺境の荒地を耕して農作物を植え、秋には収穫をした。
去諸が死ぬと、子の掃剌が立った。後唐の荘宗は劉守光を破ると、掃剌に李姓と紹威という名を賜った。
李紹威は契丹の娘で舎利逐不魯の姉を娶って妻としたため、後に逐不魯が叛亡して西奚に亡命した時はかくまってやった。
李紹威が亡くなると、子の李拽剌が立つ。同光（923年 - 926年）以後、李紹威父子は数回遣使を送って朝貢した。
契丹の耶律徳光が後晋を滅ぼすと、李拽剌は契丹に服属した。

### 遼の時代
奚王府率いる奚族は、契丹の五院部・六院部・乙室部と並んで四大部を構成した。奚族から后族の蕭氏が出て、遼の歴代皇后を輩出している。
1122年、奚の回離保が箭笴山で自立して、奚国皇帝を自称したが、わずか数カ月で金に滅ぼされた。遼の滅亡後、奚族の一部は耶律大石に従って西遷し、西遼の建国に参加した。金の領内に残った奚族は女真に同化し、あるいは漢族と同化したとみられる。西遼の奚族はしだいにイスラーム化していった。13世紀以降、奚族の民族的活動は史書に見られなくなった。

## 習俗
遊牧狩猟民族であり、他の遊牧騎馬民族同様、馬・牛・黒羊・豕を飼い、車上氊帳暮らしで、移動しながら暮らしていた。また、不潔であるが射猟が得意で、略奪を好んだという。賦税はない。五代十国時代になると、農耕も兼業で行うようになる。

## 言語
『魏書』列伝第八十八、『北史』列伝第八十二において「室韋の語は庫莫奚、契丹、豆莫婁と同じ」とあることから、契丹語（中期蒙古語）と同じモンゴル系に属すと思われる。

## 地理
鮮卑故地（内モンゴル東部）に住み、東は契丹、西は突厥、南は白狼河、北は霫と接した。

## おもな君主
酋長
- 蘇支
- 可度者…李姓を賜る

奚王
- 匹帝（? - 661年）
- 李大輔（? - 720年）
- 李魯蘇（720年 - ?）…大輔の弟
- 李詩瑣高（? - ?）
- 李娑固（? - ?）
- 李梅落（? - ?）
- 李索低（? - ?）…李姓を賜る
- 去諸（? - ?）…東西に分裂する
- 掃剌（李紹威）（? - ?）…去諸の子、李姓を賜る
- 李拽剌（? - ?）…李紹威の子

皇帝
- 回離保（1122年）